# Melanagromyza floris
Melanagromyza floris este o specie de muște din genul Melanagromyza, familia Agromyzidae, descrisă de Spencer în anul 1963. Conform Catalogue of Life specia Melanagromyza floris nu are subspecii cunoscute.